# Pfaffenhofen (Tyrolsko)
Pfaffenhofen je obec v Rakousku ve spolkové zemi Tyrolsko v okrese Innsbruck-venkov. V obci žije přibližně 1 200 obyvatel.

## Poloha
Pfaffenhofen se nachází v údolí Oberinntalu u Telfsu, jižně od řeky Inn na náplavovém kuželu Blächbach. Nejvyšším bodem obce je vrchol Hocheder (2796 m n. m.) ve Stubaiských Alpách. Z hlediska osídlení je obec spojena s městy Telfs a Oberhofen.  Rozloha obce je 7 km², z toho 63 % pokrývá les, 7,5 % je využíváno pro zemědělství, tři procenta jsou zahrady a šest procent jsou horské louky. Z celkové plochy je 19,3 % území osídleno.

### Sousední obce
Na západě sousedí s okresem Imst s obcí Rietz.
|                    | Telfs               |                     |
| Rietz (okres Imst) |                     | Oberhofen im Inntal |
|                    | Oberhofen im Inntal |                     |

## Historie
Osídlení údolní pánve se datuje od kultury popelnicových polí. Archeologické nálezy na Ematbödele v Telfs a mimo jiné na „Trappeleacker“ v Pfaffenhofenu svědčí o tom, že oblast byla osídlena posledních 3000 let.
V obci se brzy usídlili křesťané. V 5. století se dokonce v Pfaffenhofenu na čas usadil potulný biskup. Biskupství z té doby lze dodnes obdivovat pod kněžištěm farního kostela Nanebevzetí Panny Marie.
První písemná zmínka o Pfaffenhofenu pochází z roku 1197, kdy biskup Eberhard z Brixenu ukončil spor o majetek ve Phafenhofenu mezi klášterem svatého Ulricha v Augsburgu a kanovníky z Brixenu. Nejnovější výzkumy však předpokládají, že se ve skutečnosti jedná o místo Pfaffenhofen an der Glonn (zemský okres Dachau, Horní Bavorsko), kde měl klášter svatého Ulricha – na rozdíl od Pfaffenhofenu v Tyrolsku – již od 12. století rozsáhlé majetky.
Ve vrcholném středověku tvořil centrum oblasti Hörtenberský dvůr, který připomíná zřícenina nad obcí. Když byl dvůr v 17. století přestěhován do Telfsu, Pfaffenhofen ztratil svůj dřívější význam a stal se venkovským sídlem.
První písemná zmínka o hradu Hörtenberg pochází z roku 1239. Kolem roku 1300 byly dnešní zříceniny Hörtenberg místem jurisdikce pro větší okres. Hörtenberg koupil tyrolský hrabě Meinrad II. od bývalého feudálního panství hrabat z Eschenlohe a nakonec přešel do Tyrolska jako inkorporace.
Dne 5. srpna 1706 udeřil blesk a zapálil zde uložené zásoby střelného prachu v množství asi 1500 q a hrad vyletěl do povětří. Zůstala jen hradní pevnost, která je dnes zastřešena, aby byla chráněna před dalším chátráním. Obec získala zříceninu hradu i s příslušenstvím a od té doby investuje do infrastruktury a údržby, aby zřícenina hradu byla v letních měsících k dispozici jako cíl výletů a akcí.

## Znak
Blason: štít stříbrně (bíle) a červeně dělený cimbuřím. Nahoře vztyčený černý trojzubec, prostřední zvýšený zub ukončen jako hrot šípu.
Červené cimbuří symbolizuje hrad Hörtenberg. Trojzubec pochází z pečeti pánů z Ebenu, kteří byli jedněmi z prvních držitelů hörtenberského dvora. Obecní znak byl obci udělen tyrolskou zemskou vládou 28. října 1955.

## Galerie

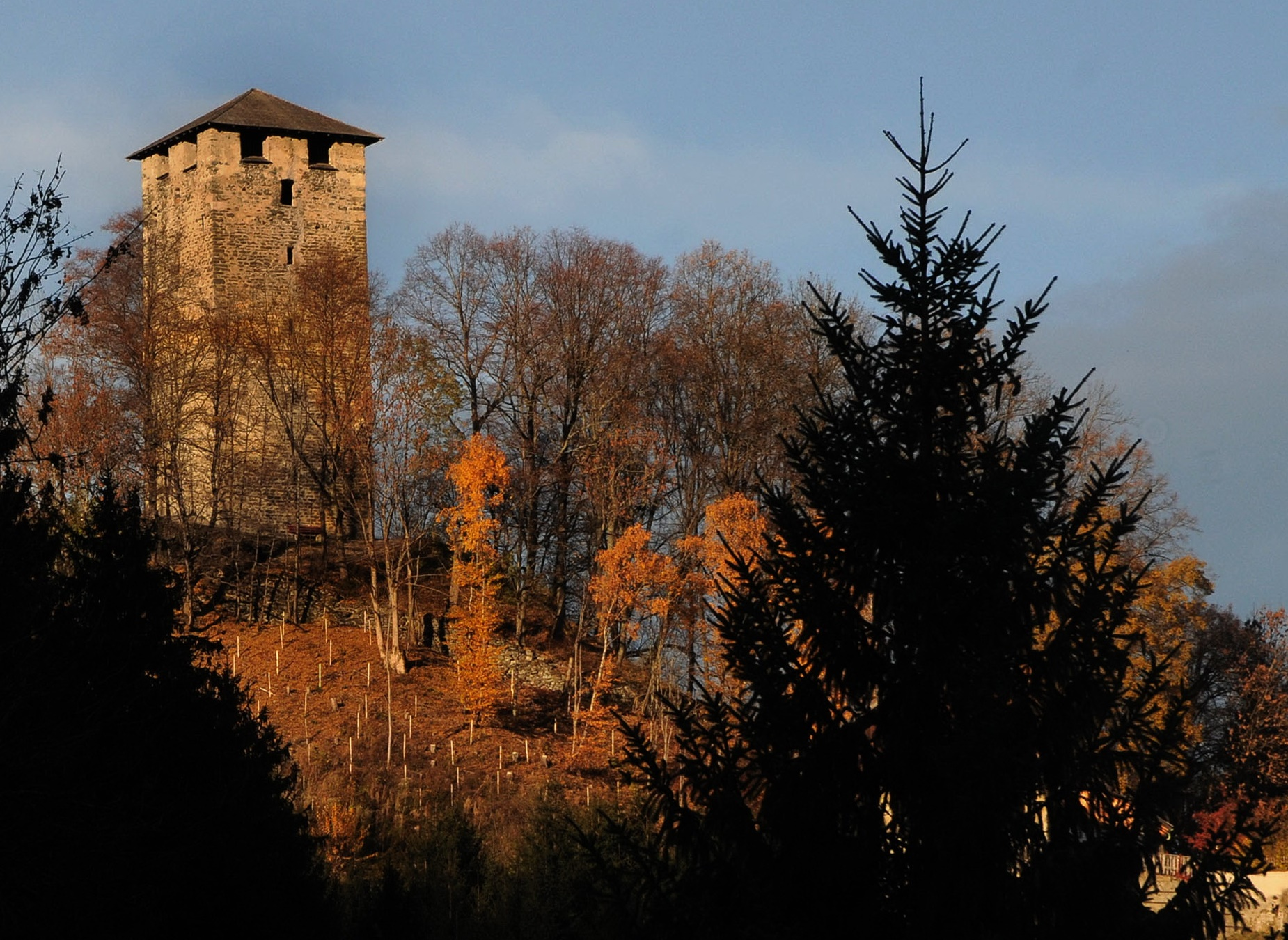
Hrad Hörtenberg
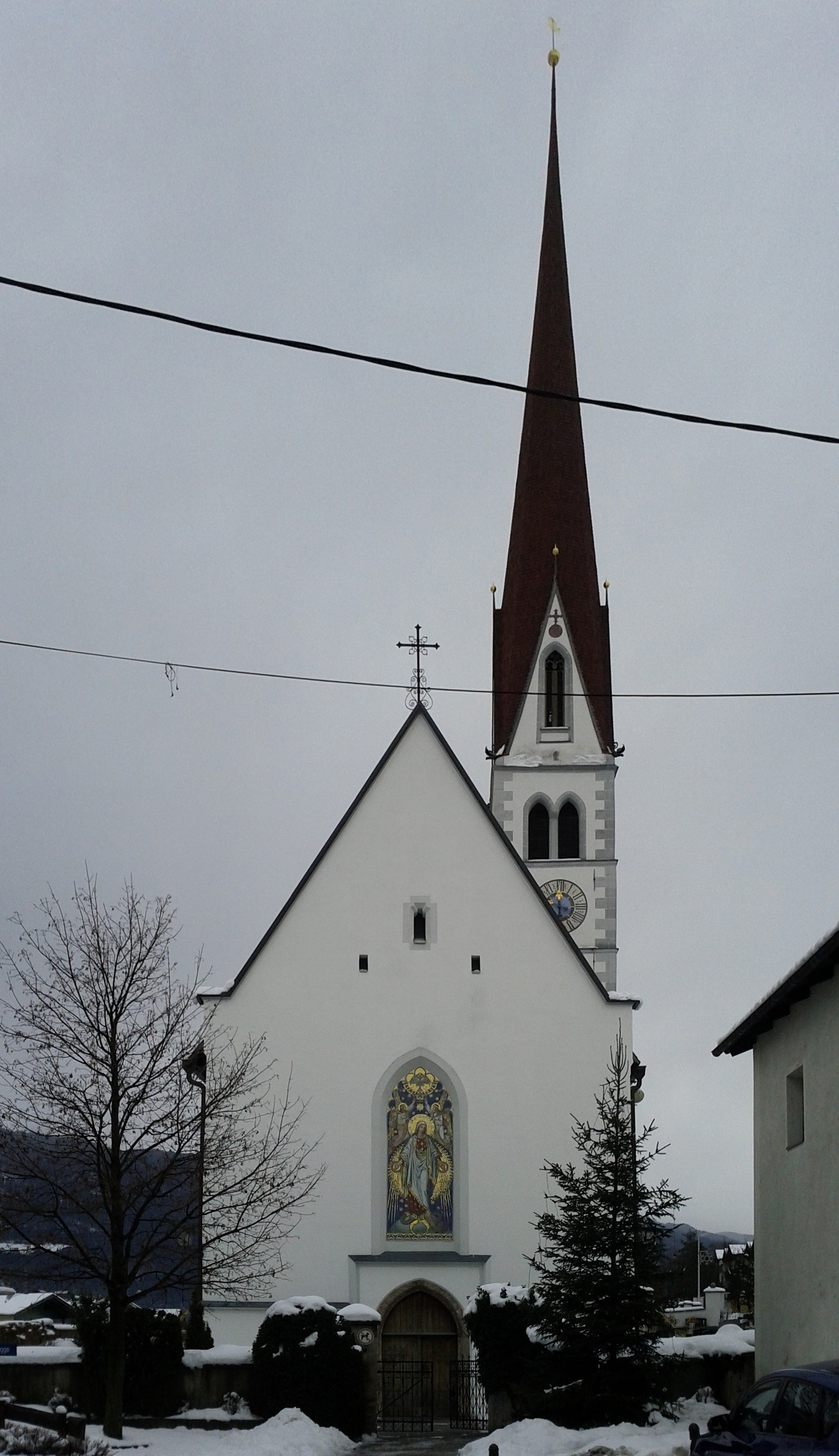
Farní kostel Nanebevzetí Panny Marie
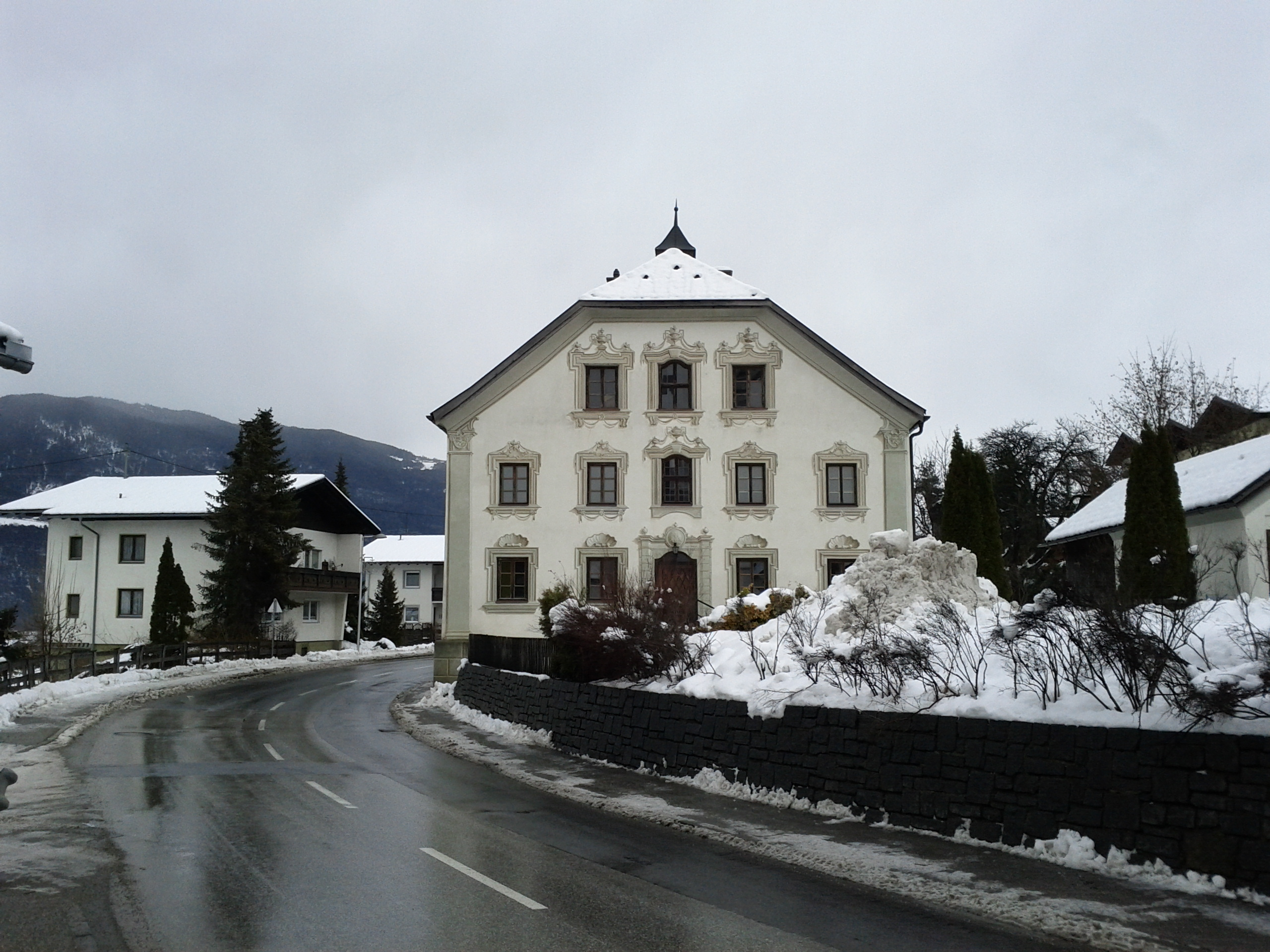
Fara z 18. století